# Raynor Winn

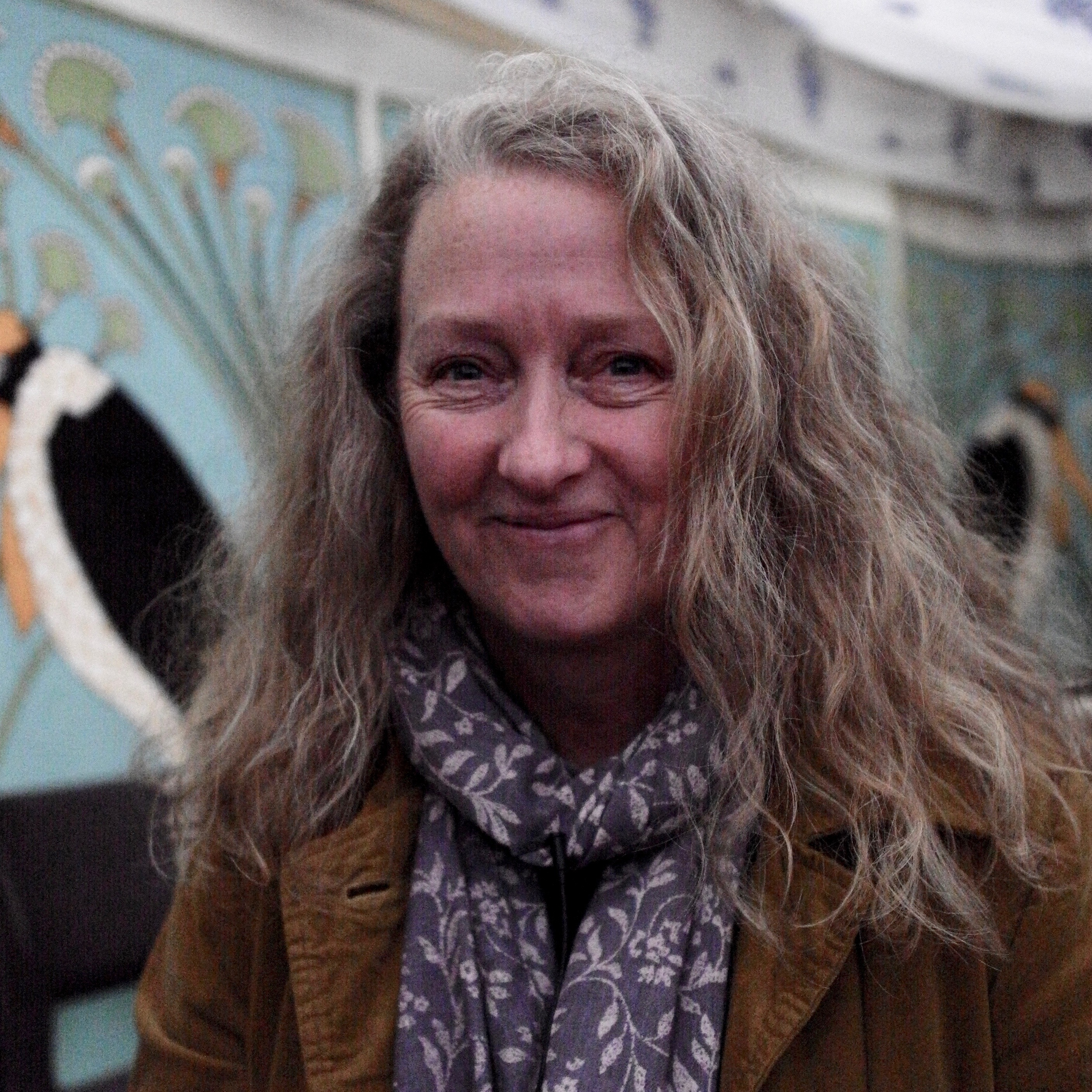
Raynor Winn (2019)

Raynor Winn (* 1962) ist eine britische Autorin und Weitwanderin.

## Leben und Karriere
Winn wuchs auf dem Land auf und las gern. Mit ihrem Mann ließ sie sich in Wales nieder, wo das Paar ihre zwei Kinder großzog. Die Eheleute verloren 2012 gleichzeitig ihr Haus, ihre Ersparnisse und ihre Erwerbsmöglichkeit. Daraufhin beschloss Winn, mit ihrem Mann zusammen den der englischen Küste folgenden, 1014 km langen South West Coast Path von Minehead in Somerset (Südwesten Englands) bis South Haven in Dorset (Südküste Englands) zu wandern. Dabei wollten sie wild campen und hatten kaum finanzielle Mittel zur Verfügung. Sie machten die Wanderung zu ihrem Ziel im Leben. Davon handelt Winns erstes Buch The Salt Path. Es wurde in 17 Sprachen übersetzt und war The Sunday Times Bestseller, außerdem kam es 2018 in die engere Wahl für den Wainwright Prize und den Costa Book Awards in der Kategorie Biografien. Im folgenden Jahr gewann The Salt Path den ersten RSL Christopher Bland Prize, der an Personen vergeben wird, die mit über 50 Jahren ihr literarisches Debüt feiern. In der Begründung für die Auszeichnung charakterisierte das Jurymitglied Sanjeev Baskar das Buch folgendermaßen:

“A beautiful memoir whose sedate pace draws you into a journey that reveals that when one reaches the end of a path, another presents itself. It takes only the understanding that it is there and the determination to walk it. Raynor Winn draws on wonderful detail and an extraordinary relationship with her husband that compels you to turn every page.”

„Eine schöne Erinnerung, deren ruhiges Tempo einen in eine Reise hineinzieht, die offenbart, dass sich am Ende eines Weges ein neuer zeigt. Notwendig ist lediglich das Wissen um seine Existenz und die Entschlossenheit, den Weg zu gehen. Raynor Winn erreicht aufgrund der wunderbaren Details und einer außergewöhnlichen Beziehung zu ihrem Ehemann, dass man jede Seite umblättert.“

Die deutsche Übersetzung von The Salt Path erreichte die Spiegel-Bestseller-Liste. Das Buch wurde von Regisseurin Marianne Elliott mit Gillian Anderson als Raynor Winn und Jason Isaacs als deren Mann verfilmt. Der Film Der Salzpfad wurde im September 2024 am Toronto International Film Festival 2024 uraufgeführt.
Nach diesem Erfolg schrieb Winn das Buch The Wild Silence, in dem sie über ihr Leben in einem alten Farmhaus in Cornwall berichtet, dem Wohnort, an dem sie nach ihrer ersten Wanderung lebt. Auch in diesem Buch begibt sie sich wieder mit ihrem schwer kranken Mann auf verschiedene Wanderwege. Das Buch wurde in 11 Sprachen übersetzt.
Mit Landlines kehrt Winn zu einer Wanderbeschreibung zurück. Sie schildert in ihrem dritten Buch die Wanderung über den Cape Wrath Trail in Schottland, den sie mit ihrem Mann bewältigt. In der Hoffnung, dass er sich noch einmal wie auf ihrer ersten Wanderung von seiner schweren Krankheit erholt, wandern beide dann über 1500 km bis zurück nach Cornwall.
Rund um den Kinostart von Der Salzpfad 2025 berichtete die britische Zeitung The Observer, dass zentrale Angaben im Roman nicht der Wahrheit entsprechen sollen. Der Observer bestätigte allerdings, dass Raynor Winn und ihr Mann tatsächlich gewandert sind, umstritten seien die Gründe, warum die beiden die Reise angetreten sind. Nach der Kontroverse um die Romanvorlage wurde die Veröffentlichung des neuen Buches von Raynor Winn verschoben.

## Veröffentlichungen
- The Salt Path. Michael Joseph, 2018, ISBN 978-0-241-34964-9.
  - Der Salzpfad. Deutsch von Heide Horn und Christa Prummer-Lehmair, DuMont Reiseverlag, Ostfildern 2019, ISBN 978-3-7701-6688-6.
- The Wild Silence. Michael Joseph, 2020, ISBN 978-0-241-40146-0.
  - Die Wilde Stille. Deutsch von Heide Horn, Christa Prummer-Lehmair und Gerlinde Schermer-Rauwolf, DuMont Reiseverlag, Ostfildern 2021, ISBN 978-3-7701-6969-6.
- Landlines. Michael Joseph, 2022, ISBN 978-0-241-48456-2.
  - Überland. Deutsch von Heide Horn, Christa Prummer-Lehmair und Rita Seuß, DuMont Reiseverlag, Ostfildern 2022, ISBN 978-3-616-03155-2